# Вдовицата (филм, 1894)
„Вдовицата“ (на английски: The Widder) е американски късометражен ням филм от 1894 година на режисьора Уилям Кенеди Диксън с участието на Изабел Коу, заснет в лабораториите на Томас Едисън в Ню Джърси.

## Сюжет
Филмът представлява заснета на лента сцена от музикалната комедийна пиеса „Млечнобяло знаме“.

## В ролите
- Изабел Коу[3]